# Belleydoux

Belleydoux este o comună în departamentul Ain din estul Franței.